# Malý Ještěd
Malý Ještěd är en kulle i Tjeckien.   Den ligger i regionen Liberec, i den norra delen av landet, 80 km nordost om huvudstaden Prag. Toppen på Malý Ještěd är 754 meter över havet, eller 116 meter över den omgivande terrängen. Bredden vid basen är 1,7 km.
Terrängen runt Malý Ještěd är kuperad åt nordost, men åt sydväst är den platt.Runt Malý Ještěd är det ganska glesbefolkat, med 28 invånare per kvadratkilometer. Närmaste större samhälle är Liberec, 8,2 km öster om Malý Ještěd. I omgivningarna runt Malý Ještěd växer i huvudsak blandskog.